# Bahroma
Bahroma — український рок-гурт, заснований на початку 2009 року уродженцем міста Чистякове Романом Бахарєвим.

## Історія
У 2009 році група Bahroma дебютувала із синглом «Надолго», який записали на київській студії «211». Саунд-продюсером треку виступив клавішник групи «Океан Ельзи», аранжувальник Милош Єлич. Також на пісню зняли кліп.
У 2011 році Bahroma стала фіналісткою українського відбіркового туру «Євробачення». Восени Bahroma пройшла у фінал рок-фестивалю «КРОК-Рок».
Навесні 2012 року вийшов новий сингл групи — NeDavi, в червні вийшов кліп на неї. 2012 року Bahroma також взяла участь у спеціальному проєкті Lenta.ru, присвяченому сорокарічному ювілею групи «Аквариум». Bahroma зробила триб'ют на пісню «Движение в сторону весны» з альбому «Ихтиология» 1984 року.
14 лютого 2014 року група випустила свій дебютний альбом «Внутри». Кілька пісень («Вірш», «За свободу» и «Душа»), записаних у київському штабі «ВКонтакті», були презентовані в мережі 31 липня 2013 року. У червні 2014 року група вперше виступить на російському етнофестивалі «Дика М'ята».

## Склад групи
- Роман Бахарєв — гітара, вокал
- Дмитро Крузов — гітара
- Юрій Нацвлішвілі — бас-гітара
- Олександр Барінов — ударні

## Відгуки критиків
Журнал «ELLE Україна» у вересні 2009 року назвав групу «надією вітчизняного поп-року». За словами музичного критика Гуру Кена, «у групи є все, щоб стати зірками в Росії: голосистий харизматичний з неголеністю фронтмен, хітові мелодійні пісні, відмінна ритм-секція і відчуття ансамблевої гри».
Коментуючи випуск дебютного альбому, музичний оглядач Борис Барабанов зазначав: «Bahroma — це ж абсолютно „наша“ річ. Трохи Brainstorm, трохи Океану Ельзи, трохи Мумий Тролля, але при цьому і індивідуальна інтонація, і молода іскра. Таке поєднання епігонства і драйву на територіях з розвиненішою музичною індустрією негайно призводить групу на обкладинки журналів типу NME. Це повинно звучати з кожної російськомовної праски».

## Дискографія
- 2014 — Внутри
- 2015 — Ипи (ЕР)
- 2016 — +-=
- 2017 — Дом